# 新墨西哥州州旗
新墨西哥州州旗以黃色為底，中央為當地原住民齊亞族（Zia）象徵太陽的符號。該旗幟使用的黃色與紅色與西班牙國旗相同，反映了早期西班牙帝國在該州的開拓。
1920年，美國革命姐妹會（Daughters of the American Revolution）鼓吹剛加入美國的新墨西哥州制定一幅代表該州的旗幟，最終由來自該州聖塔菲的一名考古學家哈利·梅拉博士（Dr. Harry Mera）的設計贏得了選拔。
旗幟中央的齊亞族太陽符號包含了四道光芒，源自該族認為四是個神聖的數字，因為世間萬物常是四位一體而出現的：例如春夏秋冬四季、東西南北四方。
2001年，在一項由北美旗幟協會進行的調查中，新墨西哥州州旗被評價為全北美最佳的州旗。

## 外部連結
- New Mexico State Symbols